# Siège de Landau (1702)
Pour les articles homonymes, voir Siège de Landau.
Guerre de Succession d'Espagne
Batailles
Campagnes de Flandre et du Rhin
- Landau (1702)
- Friedlingen (1702)
- Kehl (1703)
- Ekeren (1703)
- Höchstädt (1703)
- Spire (1703)
- Schellenberg (Donauworth) (1704)
- Blenheim (1704)
- Landau (1704)
- Vieux-Brisach (1704)
- Eliksem (1705)
- Ramillies (1706)
- Stollhofen (1707)
- Cap Béveziers (1707)
- Cap Lizard (1707)
- Audenarde (1708)
- Wynendaele (1708)
- Lille (1708)
- Gand (1708)
- Malplaquet (1709)
- Douai (1710)
- Bouchain (1711)
- Denain (1712)
- Bouchain (1712)
- Douai (1712)
- Landau (1713)
- Fribourg (1713)

Campagnes d'Italie
- Carpi (1701)
- Chiari (1701)
- Crémone (1702)
- Luzzara (1702)
- Verceil (1704)
- Cassano (1705)
- Nice (1705-1706)
- Calcinato (1706)
- Turin (1706)
- Castiglione (1706)
- Toulon (1707)
- Gaeta (1707)
- Cesana (1708)
- Syracuse (1710)

Campagnes d'Espagne et de Portugal
- Cadix (1702)
- Vigo (navale 1702)
- Cap de la Roque (1703)
- Gibraltar (août 1704)
- Ceuta (1704) (es)
- Málaga (1704)
- Gibraltar (1704-1705)
- Marbella (1705)
- Montjuïc (1705)
- Barcelone (1705)
- Badajoz (1705)
- Barcelone (1706)
- Murcie (1706) (es)
- El Albujón (1706) (es)
- Santa Cruz de Ténérife (1706) (en)
- Almansa (1707)
- Xàtiva (1707)
- Ciudad Rodrigo (1707) (en)
- Lérida (1707)
- Tortosa (1708)
- Minorque (1708)
- Gudiña (1709)
- Almenar (1710)
- Saragosse (1710)
- Brihuega (1710)
- Villaviciosa (1710)
- Barcelone (1713-1714)

Campagnes de Hongrie
- Saint-Gotthard (1703) (en)
- Biskupice (1704) (en)
- Smolenice (1704) (en)
- Koroncó (1704) (en)
- Zsibó (1705) (en)
- Saint-Gotthard (1705) (en)
- Trenčín (1708) (en)

Antilles et Amérique du sud
- Santa Marta (1702)
- Guadeloupe (1703)
- Nassau (1703)
- Colonia del Sacramento (1704)
- Carthagène (1708)
- Rio (1710)
- Carthagène (1711)
- Rio (1711)
- Cassard (1712)

Le siège de Landau (16 juin - 12 septembre 1702) a vu une armée du Saint-Empire romain germanique dirigée par Louis de Bade, margrave de Bade-Bade, assiéger la ville forteresse de Landau in der Pfalz, appartenant au royaume de France. Les défenseurs français emmenés le comte de Mélac, gouverneur de la place, ont résisté vigoureusement, mais ont été contraints de se rendre après un siège de trois mois. Cette action de la guerre de Succession d'Espagne s'est produite à Landau, place de l’Alsace française depuis le traité de Ryswick (1697).

## Prélude stratégique
L’Empereur, Léopold Ier de Habsbourg prend dès le début 1702 des dispositions pour avoir sur le Rhin une armée assez forte pour y faire une entreprise sur la France, & toutes ces dispositions sont faites dans le plus grand secret. Son armée est composée de 25 900 fantassins et 10 920 cavaliers organisés en 41 bataillons et 71 escadrons. La partie la plus importante sont les troupes impériales, composées de 8 400 fantassins et 8 000 cavaliers. La cavalerie comprend six escadrons chacun des régiments de cuirassiers Castell, Cusani, Darmstadt, Gronsfeld, Hohenzollern, Hanovre et Zante et le régiment de dragons Styrum. L'infanterie comprend quatre bataillons de Marsigli, deux bataillons de Thüngen et un bataillon de régiments d'infanterie de Baden, Bayreuth, Fürstenberg, Osnabrück et Salm. Le Palatinat fournit le deuxième plus grand contingent, avec 4 800 fantassins et 800 cavaliers, soit trois escadrons de chacun des régiments Vehlen Dragoon et Hofkirchen Cuirassier, un bataillon de l'Anspach et deux bataillons chacun des régiments d'infanterie Iselbach, Lübeck et Saxe-Meining. Le contingent de Würzburg compte 3000 fantassins et 800 cavaliers, dont quatre escadrons du Schad Dragoon Regiment, trois bataillons du Bibra et deux bataillons des régiments d'infanterie Fuchs. Les forces souabes comptent 3500 fantassins et 240 cavaliers, provenant de deux escadrons du régiment de dragons de Württemberg et d'un bataillon de chacun des régiments d'infanterie de Baden-Baden, Baden-Durlach, Fürstenberg-Möskirch, Fürstenberg-Stühling et Reischach. Le cercle supérieur du Rhin fournit 2 400 fantassins et 360 cavaliers, provenant de trois escadrons du régiment de dragons de Darmstadt et de deux bataillons de chacun des régiments d'infanterie Buttlar et Nassau-Weilburg. La force de l'électeur de Mayence compte 2 400 fantassins et 360 cavaliers, dont trois escadrons du régiment de dragons Bibra et deux bataillons chacun des régiments d'infanterie Kurmainz et Schrattenbach. Il y a également 1 400 fantassins franconiens, organisés en un bataillon de chacun des régiments d'infanterie Erffa et Schnebelin. L'armée dispose également d'un escadron de cavalerie de garde Anspach, Oettinger et Württemberg.
Pour contrebalancer les forces impériales, Louis XIV juge que quarante-cinq bataillons et soixante-huit escadrons devraient suffire. Le 9 mars 1702, le Roi désigne la liste de ses officiers généraux pour l’armée d’Allemagne, avec comme général le maréchal de Catinat; et comme lieutenants-généraux, le marquis d'Huxelles, le marquis de Vins, comte de Mélac, le comte de Guiscard, des Bordes, le marquis de Locmaria & le comte du Bourg ». Cependant, en pratique, l'armée d'Allemagne en Alsace est plus faible, à peine trente-cinq bataillons, tant de campagne que de garnison, quarante-trois compagnies détachées et quelque cavalerie. Des tentatives de recrutement sur place et des transferts de forces à partir d'autres armées sont décidés. C'est ainsi que le Roi ordonne au maréchal de Boufflers, général de l'armée de Flandre d'y envoyer huit bataillons incessamment. Le Roi mande au maréchal de Catinat de ne pas perdre un moment à assembler le plus de troupes qu’il lui sera possible, soit à Hochfelden, soit à Hagueneau, pour marcher ensuite à Billigheim & à Germersheim, afin d’en chasser les impériaux avant qu’ils ne soient bien établis ; même plutôt que de rester dans l’inaction, de risquer un événement malheureux pour conserver Landau & la basse Alsace. ».
Le prince de Bade, qui commande l’armée de l’Empereur sous les ordres de Joseph de Habsbourg, Roy des Romains & fils de l'Empereur, l’assemble sur les bords du Neckar, & passe le Rhin le 17 d’avril entre Mannheim & Spire. 
Le marquis d’Huxelles, commandant alors en Alsace, en est averti et il fait part à la Cour des soupçons sur les préparatifs visant Landau. Mais comme la guerre n'est pas déclarée, le maréchal de Catinat, commandant l’armée d'Allemagne, a ordre d’observer les ennemis, & de ne commettre aucun acte d’hostilité. Le prince de Bade n’attend pas une réaction éventuelle des Français, et décide de fermer entièrement à l’armée du roi le chemin de Landau. Le 24 avril, il porta sur la Lauter des détachements qui s’emparent de Weissembourg & du château de Saint-Remy, et il avance à Langencandel, où il établit son quartier général. Comme il occupait déjà Lauterbourg, la Lauter devint pour lui une ligne de défense redoutable à l’armée du roi, et Landau se trouva bloqué de toutes parts. ».

« Je sais que vous n'avez pas un corps de troupes suffisant pour présenter la bataille au prince de Bade, s'il est en plaine devant vous ; mais vous n'êtes point assez taille pour lui laisser prendre Landau sans y mettre quelque obstacle, ce qui se peut par plusieurs moyens différents. »

— Lettre du Roi au maréchal de Catinat, 12 juin 1702

## Prélude tactique
Pour le siège, la garnison française de Landau est composée de cinq bataillons, savoir : deux du régiment de Nettancourt, le second du régiment de la Sarre, le second du régiment de Bourbon, le second du régiment de Soissonnais, ainsi que deux bataillons du régiment Royal-Artillerie, & le régiment de cavalerie de Forsat, composé de deux escadrons, chacun de quatre compagnie. Les principaux officiers sont le lieutenant général de Mélac, gouverneur de Landau, de Lesperoux, brigadier, lieutenant du roi, Damigny, brigadier, commandant l'infanterie, du Breuil, commandant l'artillerie, le brigadier Rovere & Villars, ingénieurs, quatre autres ingénieur, un médecin et un chirurgien.
Les impériaux, de leur côté, ont pris, depuis le 20 d'avril, toutes les dispositions pour s'assurer le succès de leur entreprise. Ils ont retranché tous leurs postes et fermé par des abattis et par la rupture des ponts toutes les liaisons de la ville, tant du côté de la basse Alsace que dans les montagnes. Le mouvement général des troupes impériales et palatines pour prendre leur position devant la place a eu lieu le 16 juin. À la droite de la Queich, la ligne s'étend depuis Artzheim jusqu'à Merlenheim, et à la gauche de la rivière, depuis Dammheim jusqu'à Nussdorf, par les hauteurs d'Essingen. La cavalerie marche sur Weissembourg, et campe dans la plaine, entre Langencandel et Landau. Le prince de Bade prend son quartier à Impflingen ; celui du général Thüngen est à Artzheim ; celui du margrave de Bayreuth à Queichheim ; celui du duc de Würtemberg et du comte de Linange à Nussdorf ; et celui du comte de Nassau-Weilbourg à Dammheim.

## La place forte

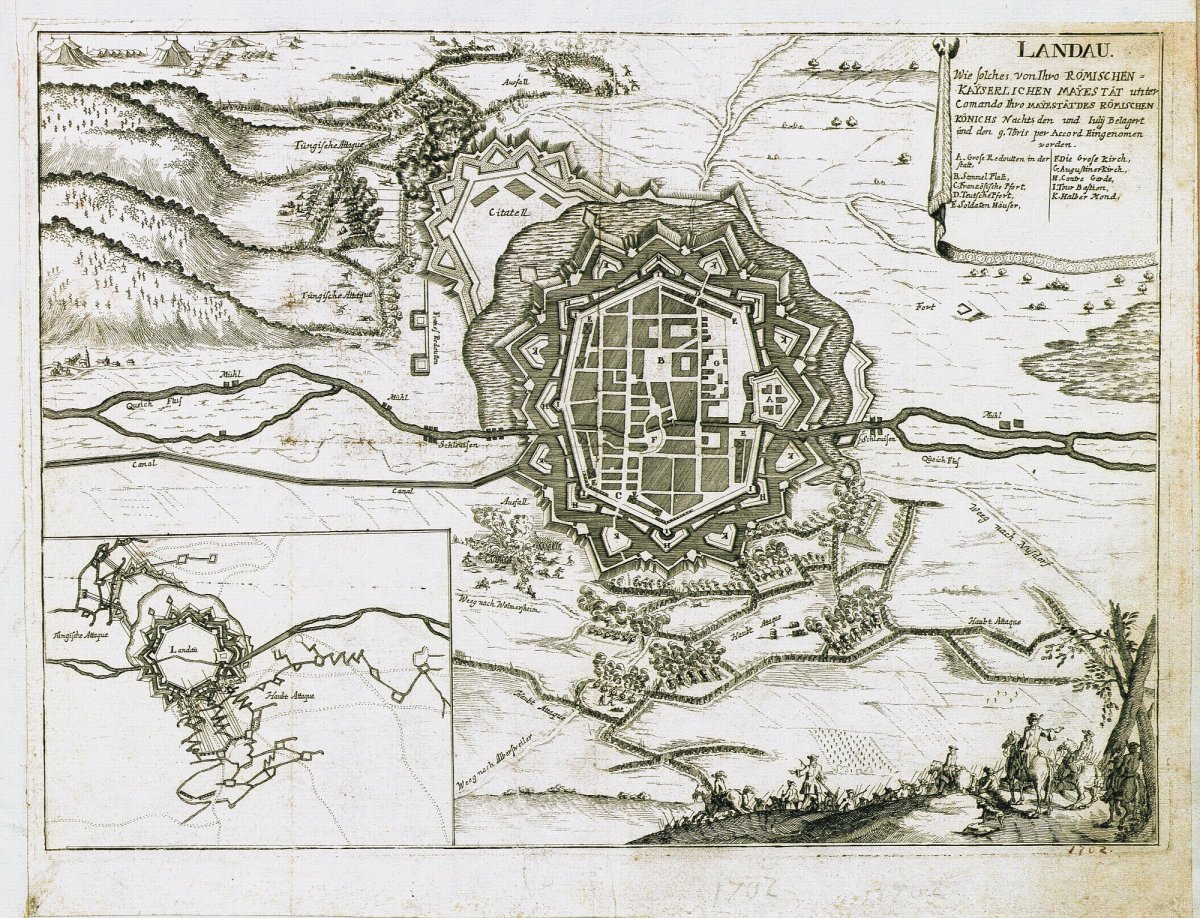
La ville de Landau, avec les fortifications de Vauban. La rivière Queich coule, à travers la ville de l'ouest vers l'est. La porte de France est au sud & la porte d'Allemagne au nord.

Le roi de France, Louis XIV, désireux de couvrir par une bonne place forte la frontière de France du côté du Palatinat, ordonne en 1686 à Vauban de dresser le plan de nouvelles fortifications à Landau. Vauban se rend à Landau en 1687, fait un rapport de situation et établit deux projets à l'attention du roi Louis XIV. C'est ainsi, qu'en avril 1688, la première pierre de la forteresse de Landau est posée en présence du ministre de la Guerre Louvois.
La ville de Landau est entourée d'un double mur d'enceinte, entourés chacun d'un fossé. La forme de base de la place forte englobant la ville, construite selon le deuxième projet de Vauban est un octogone allongé, dont les coins sont représentés par sept tours et un grand bastion creux, à l'est, appelé le réduit. Ces huit ouvrages sont reliés par des courtines et forment avec elles le mur intérieur, entouré d'un fossé. De plus, le réduit, conçu comme une construction indépendante, est séparée de l’intérieur de la forteresse par un fossé et fermée à l’arrière par un mur clos.
Le périmètre comporte deux portes, la porte de France, au sud, et la porte d'Allemagne, au nord. La ville et la forteresse sont traversés, d'ouest en est, par la rivière Queich, affluent du Rhin. Les deux tiers du pourtour des fortifications baignent dans l'eau, jusqu'au pied du glacis. Tandis que les tranchées intérieures sont des tranchée sèches, qu'un système d'écluses permet de remplir ou de vider.

## Le siège
Le 16 juin, la circonvallation de Landau est achevée, le prince de Bade fait élever une redoute sur le canal, à l'est, au-dessous et plus près de la place que celle que les troupes du blocus ont faite.
Dès le 17 juin, les pionniers impériaux sont à l’œuvre et démarrent l'approche des fortifications par des tranchées et des parallèles. Ces travaux de siège sont organisés en trois attaques distinctes :
- Une attaque principale, dirigée vers la porte de France, au sud de la place, dont la tranchée démarre au lieu-dit La Justice, l'endroit de la potence de Landau. Le prince de Bade dirige personnellement ce travail.
- Une deuxième attaque à l'est, dite pseudo-attaque, à partir du village de Dueichheim. Elle est confiée au comte de Nassau-Weilburg et au comte de Leiningen.
- Une troisième attaque contre le fort ou l'ouvrage couronné, au nord de la place et dont la tranchée part de la Godramsteiner Straße; elle est sous la direction du maréchal Thüngen.

Dans les jours qui suivent, M. de Mélac renforce ses défenses, fait grand feu de canons, mortiers & mousqueterie. De plus, il organise plusieurs sorties pour détruire les tranchées de siège. Au début du siège, l'armée des assaillants ne dispose d'aucune artillerie de siège, les canons légers sont peu efficaces contre les murs de la forteresse. C'est pourquoi le prince de Bade prend ses dispositions pour faire venir des canons plus importants et des artilleurs à Landau. Les premiers canons arrivent fin juin et les deux premières batteries commencent leur bombardement de Landau le 2 juillet. Parallèlement à ces tirs, les tranchées des assiégeants progressent et leurs retranchements sont améliorés au fur et à mesure de l'avance.

## La capitulation
Le 9 septembre, la place est à bout de défense, de Mélac fait assembler au matin son conseil afin de délibérer sur l'issue à donner. Il y est décidé de capituler et de battre la chamade à une heure de l'après-midi.
Afin d'entamer les négociations, le Roi des Romains fait envoyer deux otages, le prince de Frise et un lieutenant colonel. Tandis que de Mélac confie les pourparlers à de Beauvais, lieutenant-colonel de Nettancourt, Degremont, commandant du second bataillon de Netancourt & de Bressy, commandant du second bataillon Royal Artillerie. Les négociations durent toute la nuit. Finalement, les articles sont signés, moyennant quelques modifications faites par le Roy des Romains, le 10 septembre au matin.

« Article I. : 
Que la Garnison sortira vie sauve, tambour battant, Drapeaux déployés, & que tous les Officiers, Cavaliers, & Soldats, sortiront avec leurs chevaux, armes, bagages, fusils, balles en bouche, mèches allumées par les deux bouts, avec trente-six coups à tirer
chacun. »

— Articles de la Capitulation de la forteresse de Landau, par ordre du Roy des Romains, signé par Louis de Bade,  10 septembre 1702.

« Article VI. : 
Demande six cents Chariots attelés de quatre chevaux chacun pour transporter les meubles de la Garnison, des Officiers, Soldats, Cavaliers, Malades & Blessés, aux dépens de Sa Majesté Impériale. On fera fournir les Chariots nécessaires jusqu'au nombre de quatre cents, attelés chacun de quatre chevaux. »

— Articles de la Capitulation de la forteresse de Landau, par ordre du Roy des Romains, signé par Louis de Bade,  10 septembre 1702.
Le gouverneur de Mélac livre, comme prévu, dans la soirée, la Porte de France aux Impériaux, tandis que le lieutenant-général, Julius Heinrich von Friesen, est nommé nouveau gouverneur impérial de la place de Landau. Le 11 septembre, M de Mélac est invité à souper par le prince de Bade; il y rencontre également le Roy des Romains, qui le félicite pour sa défense. Le 12 septembre au matin les quatre cents chariots fournis par les Impériaux arrivent à Landau. Ils sortent de la ville en début d'après-midi, suivis de la garnison, pour être escortés jusque Hagenau, rejoindre l'armée du maréchal de Catinat.

## Sources et bibliographie
- Journal du blocus & du siège de la ville & du fort de Landau', Paris, 1702.
- de Vault, Mémoires militaires relatifs à la succession d'Espagne sous Louis XIV', Paris, 1835.
- M. Augoyat, Mémoires inédits du maréchal de Vauban sur Landau, Luxembourg & divers sujets', Paris, 1841,
- L. Levrault, Landau, étude historique', Colmar, 1859.
- (de) E. Heuser, Die Belageruntgen von Landau in den Jahren 1702 und 1703, Landau, 1894.